# 폴 데즈먼드

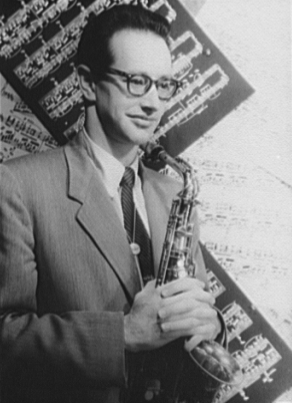
폴 데즈먼드

폴 데즈먼드(Paul Desmond, 1924년 11월 25일 ~ 1977년 5월 30일)는 미국의 재즈 색소폰 연주자이자 작곡가이다. 테이크 파이브라는 곡으로 잘 알려져 있다.
가장 섬세하고 백인적인 서정미를 지닌 알토 색소폰의 명수이다. 블루베크 캄보의 지보(至寶)로서 오랫동안 소속되어 있었다. 본질적인 멜로디스트이며, 샘처럼 넘쳐흐르는 프레이징은 서정성으로 가득차 있다. 히트곡 <테이크 파이브>의 작곡자이며, 지적인 용모도 매력적이다. 또한 평론을 하면 신랄한 유머리스트가 되기도 하였다.